# Emerson Moisés Costa
Emerson Moisés Costa (Rio de Janeiro, 12 de abril de 1972), mais conhecido simplesmente como Emerson, é um ex-futebolista brasileiro que atuava como volante.

## Carreira

### Futebol
Formado na base junto de Djalminha, Nélio e Paulo Nunes, após começar a carreira no Flamengo, Emerson rodou o mundo.
No Belenenses, onde chegou em 1992, trabalhou com o Abel Braga por dois anos e subiu com o clube na segunda divisão e ainda continuou uma temporada na primeira. Pelo clube, fez 90 jogos e marcou 2 gols.
Na temporada 1994/1995, foi levado ao FC Porto por Bobby Robson. Se tornou um dos protagonistas do clube, onde ganhou o apelido de "Furacão de Portugal". Pelos Dragões, disputou 89 jogos oficiais, anotou 11 gols e foi bicampeão português sob o comando do técnico inglês, nas temporadas 1994/1995 e 1995/1996, quando, inclusive, acabou eleito o melhor jogador da competição.
Em 1996, acabou negociado com o Middlesbrough, da Inglaterra, por 4,5 milhões de libras. Naquela temporada 1996/1997, marcou sete gols, sendo um deles contra o Manchester United, no empate por 3 a 3, em Old Trafford. Também fez um jogo memorável pela semifinal da FA Cup contra o Chesterfield, inclusive marcando um gol, num chutaço de fora da área. Ajudou o clube à duas finais: da Copa da Inglaterra e da Copa da Liga, mas acabou caindo na Premier League em 1997 após perder pontos por não ter entrado em campo em uma partida contra o Blackburn. No clube Inglês foram 65 partidas e 11 gols.
Em 1998, se transferiu para o Tenerife.
Dois anos depois, saltou para o La Coruña, clube que havia acabado de ser campeão espanhol. Por lá, venceu uma Copa do Rei e uma Supercopa da Espanha. No clube foram 62 jogos.
Depois disso, ainda defendeu o Atlético de Madrid, onde ficou uma temporada, fez 29 jogos e dois gols.
Foi o primeiro jogador brasileiro a defender as cores do Glasgow Rangers, da Escócia, quando participou da temporada 2003/04, tendo atuado em 14 partidas, sem marcar nenhum gol.
Na reta final da carreira, Emerson jogou um curto período no Vasco, em 2004, e ainda passou pelo futebol da Grécia e do Chipre.
Emerson encerrou sua carreira no futebol no Madureira Esporte Clube.
Foi eleito como um dos meio-campistas do "O Onze do Centenário" do time Belenenses, de Portugal.

### Showbol
Atualmente joga showbol, como zagueiro, pelo Flamengo.

## Títulos
Flamengo
- Copa do Brasil: 1990
- Torneio de Verão de Nova Friburgo: 1990
- Copa Marlboro: 1990
- Taça Associação dos Cronistas Esportivos de Sergipe: 1990
- Copa Sharp: 1990
- Campeonato Carioca: 1991
- Taça Guanabara: 1991
- Copa Rio: 1991
- Campeonato da Capital: 1991
- Campeonato Brasileiro: 1992
- Taça Brahma de Campeões: 1992
- Troféu Eco-92: 1992

Porto
- Campeonato Português: 1994–95, 1995–96
- Supertaça Cândido de Oliveira: 1994, 1996

Deportivo La Coruña
- Supercopa da Espanha: 2000–01
- Copa do Rei da Espanha: 2001–02
- Troféu Teresa Herrera: 2000, 2001, 2002

Rangers
- Campeonato Escocês: 2003
- Copa da Escocia: 2003
- Copa da Liga Escocesa: 2003

Vasco da Gama
- Taça Rio: 2004

## Prêmios individuais
- Melhor jogador do Campeonato Português de Futebol - Temporada 1995-96[12][13]

### Showbol
- Melhor Jogador do Campeonato Carioca de Showbol de 2012

#### Equipes
Flamengo
- Campeão Carioca - 2010, 2011, 2012
- Campeão Brasileiro - 2009, 2010